# Хашим, Ибрахим
Ибрахим Хашим (араб. إبراهيم هاشم‎;
1886, Наблус — 14 июня 1958, Багдад) — премьер-министр Иордании с 18 октября 1933 по 28 сентября 1938, с 19 мая 1945 по 25 мая 1946, с 25 мая 1946 по 4 февраля 1947, 21 декабря 1955 по 8 января 1956, 1 июля 1956 по 29 октября 1956 и с 24 апреля 1957 по 18 мая 1958 года.
Хашим учился в Стамбуле. В 1915 году вступил в армию, а затем в арабское правительство в Дамаске. Преподавал право на Университете Дамаска. В 1920 переехал в Иорданию.
В 1933 стал премьер-министром, министром юстиции и главой Верховного суда Трансиордании.
В 1958 работал над свежесозданном союзе между Иорданией и Ираком и переехал в Багдад вместе с министром обороны Сулейман Тукан и государственным министром иностранных дел Хлуси аль-Хаири. Вблизи багдадского аэропорта они были атакованы революционерами, и Хашим и Тукан погибли.